# Dani Tatay
Daniel Tatay Hernández (Valencia, 15 de febrero de 1982) es un actor y bailarín español, conocido por interpretar el papel del cura Telmo Martínez en la telenovela Acacias 38.

## Biografía
Daniel Tatay nació el 15 de febrero de 1982 en Valencia (España), se educó en el Colegio Salesiano San Juan Bosco de Valencia, en el que además practicó natación durante muchos años, y posteriormente estudió danza y actuación.

## Carrera
Daniel Tatay estudió en la escuela de baile Sjow Dance Studio de Valencia. Posteriormente, decide trasladarse a Madrid para seguir una carrera como bailarín.
Una vez que llegó a la capital, comenzó a trabajar como bailarín en televisión, en musicales como Más de cien mentiras, Hoy no me puedo levantar y Mi princesa roja, en la película Mi gran noche y de gira. con cantantes como David Civera y Carlos Baute.
En 2017 interpretó el papel del acosador en el exitoso musical El guardaespaldas, y en 2018, tras una lesión de Maxi Iglesias, se convirtió en protagonista interpretando el papel de Frank Farmer.
De 2018 a 2019 protagonizó la cuarta temporada de la telenovela Acacias 38 de TVE, donde interpreta el papel de Telmo Martínez, un cura que se enamora de una joven heredera (interpretada por Alba Gutiérrez).
En 2020 sale de gira con el musical Dirty Dancing, donde interpreta el papel principal de Johnny Castle. También protagoniza la serie El Cid, que se distribuye en Prime Video.
En 2022 es uno de los protagonistas de El juego de las llaves, película enfocada en el intercambio de pareja, inspirada en la serie mexicana de Prime Video del mismo nombre. También interpreta el papel de un sheriff en la película de vampiros HollyBlood. En el mismo año regresa en el musical El Guardaespaldas, interpretando el papel del acosador. Además, se une al elenco de la serie de Paramount+ Mentiras pasajeras. Más tarde repite el papel principal en el musical Dirty Dancing.
En noviembre de 2023 se anuncia que forma parte del trío protagonista de Sueños de libertad, nueva serie diaria para las tardes de Antena 3 junto con Natalia Sánchez y Alain Hernández.

## Filmografía

### Cine
| Año  | Título                    | Personaje      | Director           |
| ---- | ------------------------- | -------------- | ------------------ |
| 2011 | Torrente 4: Lethal Crisis | Preso bailarín | Santiago Segura    |
| 2015 | Mi gran noche             | Dancer         | Álex de la Iglesia |
| 2022 | El juego de las llaves    | Dani           | Vicente Villanueva |
| 2022 | HollyBlood                | Sheriff        | Jesús Font         |

### Televisión
| Año             | Título             | Personaje          | Cadena      | Datos         |
| --------------- | ------------------ | ------------------ | ----------- | ------------- |
| 2018 - 2019     | Acacias 38         | Telmo Martínez     | La 1        | 176 episodios |
| 2020            | El Cid             | Beltrán Ramírez    | Prime Video | 3 episodios   |
| 2023            | Mentiras pasajeras | Vicente            | SkyShowtime | 2 episodios   |
| 2024 - presente | Sueños de libertad | Andrés de la Reina | Antena 3    | ¿? episodios  |

### Cortometrajes
| Año  | Título       | Director     |
| ---- | ------------ | ------------ |
| 2021 | La sobremesa | Alex Jiménez |

### Videoclips
| Año  | Título       | Autor  |
| ---- | ------------ | ------ |
| 2022 | Dime Navidad | Edurne |

## Teatro musical
| Año               | Título                   | Director                           |
| ----------------- | ------------------------ | ---------------------------------- |
| 2012              | Más de cien mentiras     | David Serrano                      |
| 2014              | Hoy no me puedo levantar | David Serrano                      |
| 2016              | Mi Princesa Roja         | Álvaro Sáez Heredia                |
| 2017 - 2018; 2022 | El guardaespaldas        | Carline Brouwer y Federico Bellone |
| 2020 - 2022       | Dirty Dancing            | Federico Bellone                   |
| 2023              | Bailo bailo              | Federico Bellone                   |

## Comerciales
| Año  | Título    |
| ---- | --------- |
| 2014 | Listerine |

## Premios y reconocimientos
| Año  | Premio           | Categoría   | Trabajo                | Resultado |
| ---- | ---------------- | ----------- | ---------------------- | --------- |
| 2022 | Premios Berlanga | Mejor actor | El juego de las llaves | Nominado  |